# Ultimo (singolo)
Ultimo è un singolo del gruppo musicale Il Pagante, pubblicato il 19 dicembre 2016 ed estratto dall'album in studio Entro in pass.

## Descrizione
La canzone viene inserita nel disco della band Entro in pass, pubblicato il 16 settembre 2016 e scelta come traccia numero dodici. Successivamente, viene estratta come sesto ed ultimo singolo tratto dal compact disc e pubblicato il 19 dicembre 2016 con relativo video ufficiale che vede la partecipazione dell'attore Jerry Calà. Inoltre, fa un cameo anche Emis Killa. Il video è stato girato alla discoteca Magazzini Generali di Milano, con la regia di Marc Lucas & Igor Grbesic. Il tema principale della canzone è la conclusione della serata in un locale notturno del capoluogo lombardo.
Agli inizi di dicembre 2018 viene certificato disco d'oro.

## Tracce
1. Ultimo – 3:35 (Cremona)

## Formazione

### Gruppo
- Roberta Branchini - voce
- Federica Napoli - voce
- Eddy Veerus - voce

### Produzione
- Merk & Kremont, Sissa - produzione